# Siegfried Flügge
Siegfried Flügge (Dresde, 16 de marzo de 1912 – Hinterzarten, 15 de diciembre de 1997) fue un físico teórico alemán que hizo contribuciones a la física nuclear y a las bases teóricas de las armas nucleares.  Trabajó en el proyecto de energía nuclear alemán . Desde 1941 fue profesor en varias universidades alemanas y de 1956 a 1984 editor del Handbuch der Physik, de 54 volúmenes.

## Educación
De 1929 a 1933, Flügge estudió física en la Technische Hochschule Dresden (desde 1961, la Universidad Tecnológica de Dresde) y en la Universidad Georg-August de Göttingen. Se doctoró en esta última, con Max Born, en 1933.  

## Carrera
De 1933 a 1935 fue profesor asistente en la Universidad Johann Wolfgang Goethe de Frankfurt am Main. De 1936 a 1937 fue profesor asistente de Werner Heisenberg en la Universidad de Leipzig. De 1937 a 1942, sucediendo a Max Delbrück, fue asistente de Otto Hahn en el Kaiser-Wilhelm Institut für Chemie (KWIC, reorganizado después de la Segunda Guerra Mundial y rebautizado como Instituto Max Planck de Química), en Berlín-Dahlem. 
En 1938, Flügge completó su habilitación en la Technische Hochschule München (hoy Universidad Técnica de Munich).
En diciembre de 1938, los químicos alemanes Otto Hahn y Fritz Strassmann enviaron un manuscrito a Naturwissenschaften dando cuenta de la detección de bario tras bombardear uranio con neutrones; Simultáneamente, comunicaron estos resultados a Lise Meitner, quien en julio de ese año había huido a los Países Bajos y luego a Suecia.  Meitner y su sobrino Otto Robert Frisch interpretaron correctamente estos resultados como fisión nuclear.  Frisch lo confirmó experimentalmente el 13 de enero de 1939.  Flügge y Gottfried von Droste, asistente de Meitner, también predijeron de forma independiente una gran liberación de energía a partir de la fisión nuclear. 
En 1939, Flügge publicó dos influyentes artículos sobre la explotación de la energía nuclear.   A partir de entonces trabajó en el proyecto de energía nuclear alemán. Los participantes en este proyecto fueron conocidos como Uranverein (Club del Uranio). Colaboró con Carl Friedrich von Weizsäcker y Fritz Houtermans en la base teórica de la Uranmaschine (literalmente máquina de uranio, es decir, reactor nuclear). Flügge también amplió la teoría de la fisión nuclear de Niels Bohr y JA Wheeler publicada en 1939. 
Los artículos de Flügge sobre la explotación de la energía nuclear impulsaron su desarrollo. Por ejemplo, la Auergesellschaft tenía una cantidad sustancial de uranio “de desecho” del que había extraído radio. Después de leer el artículo de Flügge  en Die Naturwissenschaften sobre el uso técnico de la energía nuclear a partir de uranio, Nikolaus Riehl, director científico de Auergesellschaft, vio una oportunidad de negocio para la empresa. En julio de 1939 fue al Heereswaffenamt (HWA, Oficina de Artillería del Ejército) para discutir la producción de uranio. La HWA estaba interesada.  
En 1940, por iniciativa de Rudolf Tomaschek, a pesar de la objeción de Wilhelm Müller, Flügge dio una conferencia en la Technische Hochschule München sobre física teórica durante el semestre de invierno. Desde 1941 fue profesor en la Friedrich-Wilhelms-Universität (hoy Universidad Humboldt de Berlín). 
En 1944, Flügge era profesor ordinario en la Universidad de Königsberg . De 1945 a 1947 ocupó un puesto en su alma mater, la Universidad de Göttingen. De 1947 a 1949 ocupó un puesto en la Philipps-Universität Marburg . De 1949 a 1950 fue profesor invitado en la Universidad de Wisconsin-Madison y en 1953 en el Instituto Carnegie de Tecnología (ahora Universidad Carnegie Mellon ). Posteriormente estuvo en la Universidad Albert-Ludwigs-Universität de Friburgo. 
De 1956 a 1984, Flügge fue editor del Handbuch der Physik en 54 volúmenes publicada por Springer-Verlag . 

## Informes secretos
Los siguientes informes fueron publicados en Kernphysikalische Forschungsberichte (Informes de investigación en física nuclear), una publicación interna del Uranverein alemán. Los informes estaban clasificados como Alto Secreto, tenían una distribución muy limitada y a los autores no se les permitía conservar copias. Los informes fueron confiscados durante la Operación Aliada Alsos y enviados a la Comisión de Energía Atómica de los Estados Unidos para su evaluación. En 1971, los informes fueron desclasificados y devueltos a Alemania. Los informes están disponibles en el Centro de Investigación Nuclear de Karlsruhe y en el Instituto Americano de Física .  
- Siegfried Flügge Zur spontanene Spaltung von Uran und seinen nachbarelementen G-140 (27 de enero de 1942)
- Kurt Sauerwein y Siegfried Flügge Untersuchungen I und II über den Resonanzeinfang von Neutronen beim Uran G-185 (28 de enero de 1942)

## Familia
Era el hermano menor de Wilhelm Flügge.

## Publicaciones Seleccionadas

### Artículos
- Siegfried Flügge Kann der Energieinhalt der Atomkerne technisch nutzbar gemacht werden?, Die Naturwissenschaften Volumen 27, Números 23/24, 402 – 410 (9 de junio de 1939).
- Siegfried Flügge Die Ausnutzung der Atomenergie. Vom Laboratoriumsversuch zur Uranmaschine – Forschungsergebnisse in Dahlem, Deutsche Allgemeine Zeitung núm. 387, suplemento (15 de agosto de 1939). Traducción al inglés: Documento #74 Siegfried Flügge: Exploiting Atomic Energy. From the Laboratory Experiment to the Uranium Machine – Research Results in Dahlem [15 de agosto de 1939] en Hentschel, Klaus (editor) y Ann M. Hentschel (asistente editorial y traductora) Physics and National Socialism: An Anthology of Primary Sources (Birkhäuser, 1996) págs. 197–206. [Este artículo es la versión popularizada de Flügge del artículo de junio de 1939 en Die Naturwissenschaften .]
- Siegfried Flügge y Gottfried von Droste Energetische Betrachtungen zu der Entstehung von Barium bei der Neutronenbestrahlung von Uran, Zeitschrift für Physikalische Chemie B Volumen 4, 274 – 280 (1939). Recibido el 22 de enero de 1939.

### Libros
- Erwin Madelung, Karl Böhle y Siegfried Flügge Mathematischen Hilfsmittel des Physikers (Herramientas matemáticas para el físico), Dritte vermehrte und verbesserte Auflage) (Dover, 1943)
- Walther Bothe y Siegfried Flügge. Nuclear Physics and Cosmic Rays: FIAT Review of German Science 1939-1946 2 volúmenes. 230; 198 páginas. (Oficina del Gobierno Militar de Alemania, 1948)
- Siegfried Flügge Theoretische Optik. Die Entwicklung einer physikalischen Theorie (Wolfenbüttler Verlagsanstalt, 1948)
- Siegfried Flügge Bücher der Mathematik und Naturwissenschaften (Wolfenbutteler-Verlags-Anstalt, 1948)
- Siegfried Flügge y Hans Marschall Rechenmethoden Der Quantentheorie (Springer Verlag, 1952)
- Siegfried Flügge y Hans Marschall Rechenmethoden der Quantentheorie. Dargestellt in Aufgaben und Lösungen. Erster Teil: Elementare Quantenmechanik. (Springer-Verlag, 1952)
- Siegfried Flügge Handbuch der Physik. Bd. 7. 1. Kristallphysik 1 (Springer Verlag, 1955)
- Siegfried Flügge Handbuch der Physik. Bd. 1. Mathematische Methoden 1 (Springer Verlag, 1956) [16]
- Siegfried Flügge Lehrbuch der Theoretischen Physik (en 5 Bänden). Band 1: Einführung - Elementare Mechanik und Kontinuumsphysik. (Springer, 1961)
- Siegfried Flügge Lehrbuch der Theoretischen Physik. Bd. III: Klassische Physik II. Das Maxwellsche Feld. Millones. (Springer, 1961)
- Siegfried Flügge Lehrbuch der Theoretischen Physik (en 5 Bänden). Band 4: Quantentheorie I. (Springer, 1964)
- Siegfried Flügge Rechenmethoden der Quantentheorie; Elementare Quantenmechanik - Dargestellt in Aufgaben und Lösungen (Springer Verlag, 1965)
- Siegfried Flügge Lehrbuch der Theoretischen Physik Band II - Klassische Physik I Mechanik Der Geordneten und Ungeordneten Bewegungen (Springer, 1967)
- Siegfried Flügge Wege und Ziele der Physik (Springer-Verlag, 1974)
- Siegfried Flügge Practical Quantum Mechanics (Springer, 1998)